# Gisement d'El Merk
Le gisement d'El Merk, situé dans le bassin de Berkine, est le deuxième plus grand gisement de pétrole d'Algérie après celui de Hassi Messaoud, la production globale du gisement est de plus de 300 000 barils par jour.
Les réserves estimées du gisement sont de l'ordre de 1,2 milliard de barils de pétrole, dont près de 40% sont récupérables soit près 647 millions de barils.